# Frank Ross
Frank Ross (Londra, 1959) è un politico britannico, Lord Provost di Edimburgo dal 2017.

## Biografia
Nato nel 1959 a Londra, Frank Ross si è trasferito a Glasgow in giovane età prima di frequentare la scuola ad Edimburgo. Dopo aver frequentato la Leith Academy ed il George Watson's College, si è laureato in Studi di settore economico (BA) all'Università Napier. È un Fellow al Chartered Institute of Management Accountants (CIMA) di Londra.